# Bảo tàng Zofia và Wacław Nałkowski
Bảo tàng Zofia và Wacław Nałkowski (tiếng Ba Lan: Muzeum im. Zofii i Wacława Nałkowskich) là một bảo tàng tiểu sử triển lãm về cuộc đời và sự nghiệp của Wacław Nałkowski - một nhà địa lý, nhà giáo dục, nhà báo và nhà hoạt động xã hội, và con gái Zofia - một nhà văn nổi tiếng, tọa lạc tại số 17 Phố W. Nałkowskiego, Wołomin, Ba Lan.

## Lược sử hình thành
Bảo tàng Zofia và Wacław Nałkowski ở Wołomin được thành lập vào ngày 29 tháng 10 năm 1992. Sự ra đời của Bảo tàng là thành quả công sức của nhiều người và nhiều tổ chức liên kết với chính quyền địa phương lúc bấy giờ của Wołomin, và nhờ một nhóm những người ngưỡng mộ Zofia Nałkowska. Trụ sở của Bảo tàng là ngôi nhà của gia đình Zofia Nałkowska, được xây dựng vào năm 1895.

## Triển lãm
Bộ sưu tập của Bảo tàng Zofia và Wacław Nałkowski ở Wołomin hiện đang bao gồm các triển lãm sau: các bức ảnh gia đình, bộ sưu tập sách, bản đồ, hai bức tượng bán thân và một cây đàn piano của Zofia Nałkowska. Các hiện vật và kỷ vật triển lãm trong các phòng ở tầng trệt giới thiệu cho khách tham quan về các giai đoạn của cuộc đời, công việc và hoạt động xã hội của nhà văn.